# Sabata règle ses comptes
Pour plus de détails, voir Fiche technique et Distribution.
Sabata règle ses comptes (Quel maledetto giorno della resa dei conti) est un western spaghetti italien sorti en 1971, réalisé par Sergio Garrone.

## Synopsis
Des bandits massacrent toute la famille de George Benton, jeune médecin diplômé à San Francisco. Plein de colère, il se venge sur les coupables présumés, alors qu'en fait il s'agit de quelqu'un d'autre.

## Fiche technique
- Titre français : Sabata règle ses comptes
- Titre original italien : Quel maledetto giorno della resa dei conti
- Genre : western spaghetti
- Réalisation : Sergio Garrone (sous le pseudo de Willy S. Regan)
- Scénario : Gino Mangini, Sergio Garrone
- Production : Felice Zappulla pour Pentagono Cinematografica
- Photographie : Guglielmo Mancori
- Montage : Carlo Reali
- Musique : Francesco De Masi
- Décors : Saverio D'Eugenio
- Costumes : Maria Castrignano
- Maquillage : Gloria Granati
- Année de sortie : 1971
- Durée : 95 minutes
- Langue : italien
- Pays :  Italie
- Distribution en Italie : Indipendenti Regionali
- Date de sortie en salle en France : 31 mai 1973[1]

## Distribution
- George Eastman : George Benton
- Ty Hardin : Jonathan
- Bruno Corazzari : Rod Fargas
- Laura Troschel (sous le pseudo de Costanza Spada) : Lory
- Guido Lollobrigida (sous le pseudo de Lee Burton) : shérif
- Steffen Zacharias : Gregory
- Jean Louis : Ward
- Anita Saxe : Jane
- Nello Pazzafini : Barry
- Dominic Barto : Carl Fargas
- Federico Boido (comme Rick Boyd) : Peter Fargas
- Roberto Dell'Acqua (sous le pseudo de Leo Widmark) : Daniel
- Lucia Catullo : Anna
- Manfred Freyberger : Sam
- Piero Nistri : Johnny
- Bernard Farber (comme Bernard Faber) : Ralph
- Claudio Trionfi
- Angelo Pieri